# Passaron
Koordinaten: 39° 40′ 47″ N, 20° 44′ 36″ O
Passaron war eine antike Stadt im griechischen Epirus. Ihre Ruinen liegen wenige Kilometer westlich von Ioannina.  
Passaron war Zentralort der Molosser. Der Kern der Siedlung ist um ein Zeus-Heiligtum entstanden. Im 4. Jahrhundert ist die Siedlung zu einer etwa 10 Hektar umfassenden Stadt erweitert worden. Die befestigte Akropolis ist noch etwas älter. Auch die ältesten architektonischen Spuren des Heiligtums datieren vom Ende des 4. Jahrhunderts. Man fand die Fundamente eines Peripteral-Tempels ionischer Ordnung und eines Altars. 
Erste Ausgrabungen in Passaron wurden im Jahr 1914 von D. Evangelides vorgenommen.